# Białawicze (obwód grodzieński)
Białawicze (biał. Бялавічы; ros. Белавичи) – wieś na Białorusi, w obwodzie grodzieńskim, w rejonie mostowskim, w sielsowiecie Piaski.
W dwudziestoleciu międzywojennym leżały w Polsce, w województwie białostockim, w powiecie wołkowyskim, w gminie Piaski.
W miejscowości znajduje się zabytkowa parafialna cerkiew prawosławna pod wezwaniem Opieki Matki Bożej z 1822 r.
W 1887 r. majątek Białawicze odziedziczył (po matce Jadwidze z Oskierków) Stanisław Kajetan Ciechanowiecki (1859-1921). Dobra liczyły 2490 ha ziemi, znajdowała się tu parowa fabryka krochmalu i rozwinięta hodowla owiec. We dworze znajdowały się cenne dzieła sztuki z galerią portretów Oskierków, które zostały zniszczone przez Armię Czerwoną w 1920 r.

## Urodzeni w Białawiczach
- Michał Homolicki — polski filolog, archeolog, doktor medycyny, profesor Uniwersytetu Wileńskiego[5].